# San Isidro Jehuital
San Isidro Jehuital är en ort i Mexiko.   Den ligger i kommunen Guadalupe och delstaten Puebla, i den sydöstra delen av landet, 190 km sydost om huvudstaden Mexico City. San Isidro Jehuital ligger 1 170 meter över havet och antalet invånare är 395.
Terrängen runt San Isidro Jehuital är kuperad åt sydost, men åt nordväst är den platt. Runt San Isidro Jehuital är det ganska glesbefolkat, med 28 invånare per kvadratkilometer. Närmaste större samhälle är San Lorenzo Vista Hermosa, 9,5 km sydost om San Isidro Jehuital. I omgivningarna runt San Isidro Jehuital växer huvudsakligen savannskog.